# Preah Vihear
El temple de Preah Vihear (khmer: ប្រាសាទព្រះវិហារ Prasat Preah Vihea; tailandès: ปราสาท พระ วิหาร; RTGS: Prasat Phra Wihan) és un antic temple hindú construït durant el període de l'Imperi khmer, que està situat a sobre d'un penya-segat de 525 metres a les muntanyes de Dangrek, a la província de Preah Vihear, Cambodja. El 1962, després d'una llarga disputa entre Tailàndia i Cambodja sobre la propietat, el Tribunal Internacional de Justícia (CIJ) de la Haia va dictaminar que el temple està a Cambodja. Està inscrit a la llista del Patrimoni de la Humanitat de la UNESCO des de 2008.